# Nell Truman
Nell Truman (12 december 1945 – Cambridge, 12 april 2012) was een tennisspeelster uit Groot-Brittannië die actief was in de jaren 60 en vroege jaren 70. Ze stond bekend als een dubbel-specialist.
Haar beste resultaat op een grandslamtoernooi was verliezend finalist met de Schotse Winnie Shaw op het damesdubbelspeltoernooi van Roland Garros in 1972. Als student aan de Universiteit van Oxford behaalde zij een gouden medaille op de World Student Games in 1967 in Tokio. Samen met haar zus Christine bereikte zij de kwartfinales van Wimbledon damesdubbelspel in 1965 en 1969.

## Privé
Haar oudere zus Christine Truman speelde ook tennis.
Truman trouwde in 1972 met Christopher Robinson, en had een zoon en drie dochters.